# Laugh Now, Laugh Later
Laugh Now, Laugh Later è il settimo album in studio del gruppo punk rock statunitense Face to Face, pubblicato nel 2011.

## Tracce
1. Should Anything Go Wrong – 3:05
2. It's Not All About You – 3:02
3. The Invisible Hand – 3:04
4. Bombs Away – 3:00
5. Blood in the Water – 3:43
6. What You Came For – 3:13
7. I Don't Mind and You Don't Matter – 3:42
8. Stopgap – 4:33
9. All for Nothing – 3:07
10. Pushover – 2:28
11. Under the Wreckage – 3:03
12. Staring Back (Bonus Track)
13. Persona Non Grata (Bonus Track)

## Formazione
- Trever Keith - voce, chitarra
- Chad Yaro - chitarra, voce
- Scott Shiflett - basso, voce
- Danny Thompson - batteria
- Dennis Hill - chitarra